# Министерство электронной промышленности СССР
Министерство электронной промышленности СССР (МЭП) было образовано 2 марта 1965 года на базе Государственного комитета по электронной технике СССР. Упразднено 1 декабря 1991 года постановлением Госсовета СССР.

## Предприятия и НИИ
Министерству подчинялось множество предприятий и научных учреждений по всей стране, некоторые из них:
НИИ
- НИИ полупроводниковой электроники (НИИ-35, «Пульсар»; с 1953)
- ЦНИИ Электроника (Москва). Создан приказом Государственного Комитета по электронной технике СССР № 185 от 19 августа 1964 г.
- ЦНИИ «ЦИКЛОН» (Москва), 1961—1991 годы, занималось исследованиями надёжности и радиационной стойкости полупроводниковых приборов. Контроль за применением полупроводниковых приборов в радиоэлектронной аппаратуре. Исследование режимов применения полупроводниковых приборов в радиотехнической аппаратуре. Анализ материалов по климатической стойкости и сохраняемости электронной техники в различных условиях эксплуатации. Анализ состояния и перспектив развития применения полупроводниковых приборов в СССР и за рубежом.
- НИИПМ (Воронеж) был создан на основании постановления ЦК КПСС и Совета Министров СССР № 78-27 от 24.01.61 г. со специализацией в области научно-исследовательских и опытно-конструкторских разработок по созданию механизированных линий и отдельных видов технологического и испытательного оборудования для производства полупроводниковых приборов и интегральных схем.
- Киевский НИИ микроприборов (КНИИМП)[2]

Предприятия
- НПО «Научный центр» (Зеленоград)
  - «Ангстрем», основано в 1963 г., один из основных производителем интегральных схем в СССР.
  - «Микрон» (с 1967), один из основных производителем интегральных схем в СССР.
  - «Квант», основано в 1984 году как завод печатных плат, был одним из самых капиталоёмких проектов советской электронной промышленности.
- московский завод «Эра» (ныне ОАО НПП «Радий»), основной профиль — СВЧ приборы для военной авиации[3].
- Казанский завод радиокомпонентов (Завод №7), ныне завод «Элекон» концерна «Радиоэлектронные технологии» (ГК «Ростехнологии»), Казань. Образован в апреле 1939 г. как завод теплообменных приборов № 7 Наркомата авиационной промышленности СССР, с 1957 г. входил в систему 2-го управления машиностроения ТСНХ, с июля 1967 г. — в составе Министерства электронной промышленности СССР.[4]
- «Альфа» (Рига) — долгие годы являлось головным предприятиям МЭП в области аналоговых и аналого-цифровых микросхем, а также цифровых процессоров обработки сигналов с аналоговым устройством ввода-вывода. Основные структурные единицы — Рижский завод полупроводниковых приборов и НИИ микроприборов. Создано в 1959 году, существует (в качестве акционерного общества) до сих пор.
- «НПО Интеграл» (Минск), основано в 1962 г., один из основных производителей интегральных схем в СССР.
- Киевском полупроводниковом заводе (Кристалл - Квазар).
- НПП «Исток» — головное предприятие в области СВЧ-электроники[5] (в Министерстве было 1ГУ (Главное Управление), куда и входили все предприятия СВЧ-электроники).
- ПО Вильнюсский завод радиоизмерительных приборов (ВЗРИП) им. 60-летия Октября, п/я 555, (включал НИИ радиоизмерительных приборов (ВНИИРИП) и филиал в г. Калининград) — производство контрольно-измерительной аппаратуры. Многолетний директор О. О. Бурденко (1926—2010).
- Харьковский завод радиоэлементов, организован 18 июня 1959 года, начал свою работу с 18 июля 1959 года, крупнейшее предприятие по выпуску электросоединителей (штепсельных разъёмов).
- ПО «Эльта» (Елец), п/я 129. Строительство завода началось в 1952 г., в июне 1962 г. вступил в число действующих предприятий.
- «Ритм» (Белгород), п/я М-5691. Образован 21 июня 1968 года.
- «Смоленский завод радиодеталей» (Смоленск), основано в 1961 г., одно из крупнейших предприятий по производству коммутационных изделий в СССР.
- ПО «Фотон» (Ташкент), Эвакуированный из Фрязино Завод Электронных Ламп и изделий: строительство завода началось в 1941 г., в июне 1942 г. вступил в число действующих предприятий. Существует до сих пор. В данный момент выпускает различные ТНП, в том числе телевизоры. Также, выпускает некоторую номенклатуру для нужд военной промышленности РФ.
- Калининградский машиностроительный завод с ОКДМ, основан в 1959 г. как «Организация п/я 198», в настоящее время существует как ОАО «Кварц»
- OAO «Донской завод радиодеталей» ( г. Донской Тульской области)[6] было основано в 1963 году как предприятие а/я № 4. Государственная комиссия 28 декабря 1963 г. подписала акт о приёме в эксплуатацию его пусковых объектов. Директором был назначен Павел Николаевич Ермаков, который проработал на нём в должности генерального директора с момента основания 27 лет. В 1966 г. предприятие переименовано в ДЗРД. В октябре 1967 г. завод вышел на проектную мощность. Он специализируется на изготовлении изделий из вакуум-плотной алюмооксидной керамики. Были освоены керамические массы для производства изделий технического назначения. В 70-е на предприятии начался выпуск металлокерамических корпусов для сборки и защиты интегральных схем из керамической массы. В 1977 г. к ДЗРД присоединяется завод «Поликор» (г. Кинешма Ивановской обл.) и образуется ПО «Алунд». В 1989—1990 гг. производственное объединение укрупняется дальше, приняв в свой состав Донской кирпичный, Митинский чугунолитейный заводы, НИИ «Дон» и филиал «Венфа»[7].
- НПО «Позитрон», образовано в Ленинграде в марте 1969 года

## Руководители
- 2 марта 1965 — 18 ноября 1985 — Шокин, Александр Иванович
- 18 ноября 1985 — 28 августа 1991 — Колесников, Владислав Григорьевич (и. о. до 26 ноября 1991)